# Ferial Qadin
Ferial Qadin (en turc ottoman : فَرْیال قادین Feryâl Kadın; en arabe : فَرْيَال قَادِين ; décédée le 21 février 1902) est l'épouse d'Ismaïl Pacha et la mère de Fouad Ier d'Égypte,,.

## Biographie
Ferial Qadin se marie avec Ismail Pacha et donne naissance à son fils aîné, le futur roi Fouad Ier, le 26 mars 1868 au palais de Gizeh. Après le renversement d'Ismail en 1879, son fils Tawfiq Pacha lui succède au pouvoir. À la suite du décès d'Ismail en 1895, elle se retrouve veuve.
Le 21 février 1902, elle décède au palais Safran du Caire, vingt ans avant que son fils Fouad ne monte sur le trône. Elle est inhumée dans le mausolée du Khédival situé dans la mosquée Al-Rifa'i, au Caire,.
Fouad adorait sa mère et croyait que « F » était sa lettre porte-bonheur. Les noms de ses cinq filles et de son fils Farouk ont tous commencé par F, et Farouk a continué la pratique avec ses propres enfants,,.